# Càrn nan Gobhar (Strathfarrar)
Der Càrn nan Gobhar ist ein als Munro eingestufter, 992 m (3.255 ft) hoher Berg in den schottischen Highlands. Sein gälischer Name kann in etwa mit Berg der Ziegen übersetzt werden. Er liegt in einer weitgehend unbesiedelten Berglandschaft der Northwest Highlands im Strathfarrar Forest, etwa 40 Kilometer westlich von Inverness.
In der sich in Ost-West-Richtung zwischen dem südlich liegenden Glen Strathfarrar und dem nördlich benachbarten Glen Orrin erstreckenden Bergkette ist der Càrn nan Gobhar der niedrigste von insgesamt vier Munros. Gemeinsam mit seinem westlichen Nachbarn, dem 1.083 m (3.553 ft) hohen Sgùrr a’ Choire Ghlais und seinem östlichen Nachbarn, dem 993 m (3.258 ft) hohen Sgùrr na Ruaidhe umschließt er mit seiner Südseite das obere Coire Mhuillidh, ein Seitental des Glen Strathfarrar. Er besitzt einen kurzen, von Südwest nach Nordost und dann nach Osten führenden, breiten und gerundeten Gipfelgrat, dessen höchster Punkt im Nordosten liegt und durch einen Cairn markiert ist. Am südwestlichen Ende liegt ein etwas über 950 m hoher, flacher Nebengipfel. Der Grat verzweigt sich hier nach Westen und Süden. Nach Westen führt der Grat zum Bealach Sneachda auf 865 m Höhe, an den sich der steile Nordostgrat des Sgùrr a’ Choire Ghlais anschließt. Der als An Socach bezeichnete Südgrat ragt markant in das obere Talende des Coire Mhuillidh. Östlich des Hauptgipfels senkt sich der Gipfelgrat ab und verzweigt sich in einen Grat nach Süden zum Bealach nam Botaichean und einen Grat nach Nordosten, der zum 775 m hohen Vorgipfel Meall na Fàire führt. Zusammen mit einem kurzen, direkt vom höchsten Punkt ausgehenden Nordgrat umschließt der Nordostgrat das breite Coire nan Each oberhalb des Glen Orrin. An den Bealach nam Botaichean schließen sich der Nordwestgrat und das breite Gipfelplateau des Sgùrr na Ruaidhe an. Während die West- und Ostflanken des Càrn nan Gobhar teils steil abfallen, weisen die anderen Seiten des Berges ein eher moderates Gefälle auf. Mit Ausnahme einiger Steinfelder im Gipfelbereich ist der Berg weitgehend durch breite Gras- und Mooshänge geprägt.

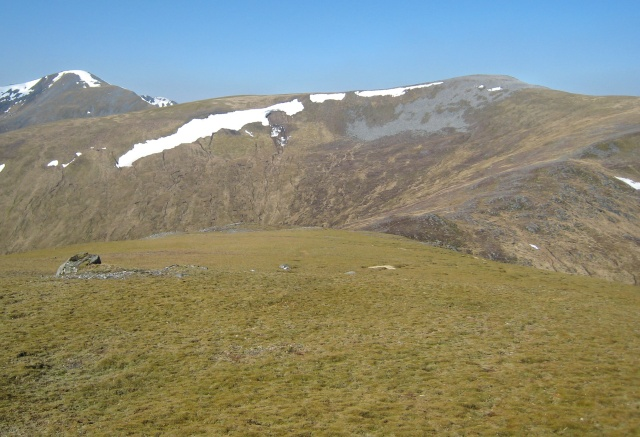
Blick vom Sgùrr na Ruaidhe zum Càrn nan Gobhar, im Hintergrund der Sgùrr a’ Choire Ghlais
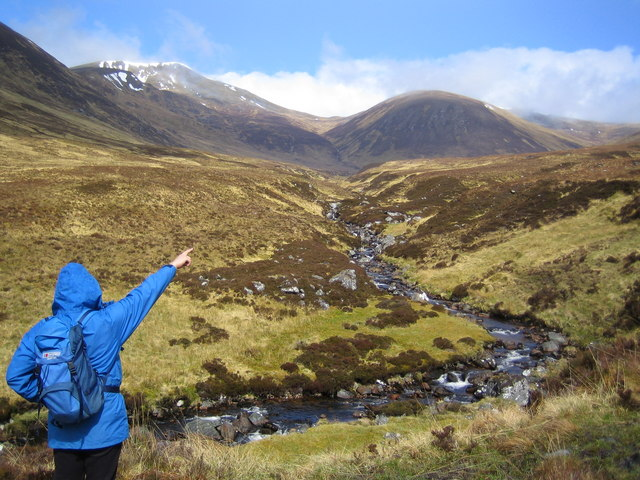
Im oberen Coire Mhuillidh, links der Sgùrr a’ Choire Ghlais, rechts der runde Vorgipfel An Socach des Càrn nan Gobhar
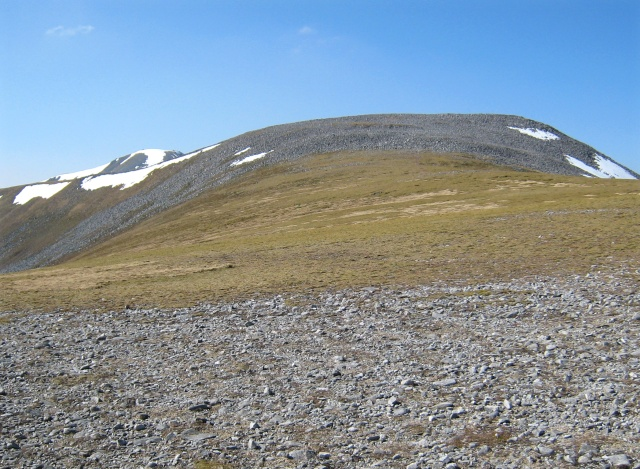
Auf dem Ostgrat des Càrn nan Gobhar, Blick zum Gipfelplateau
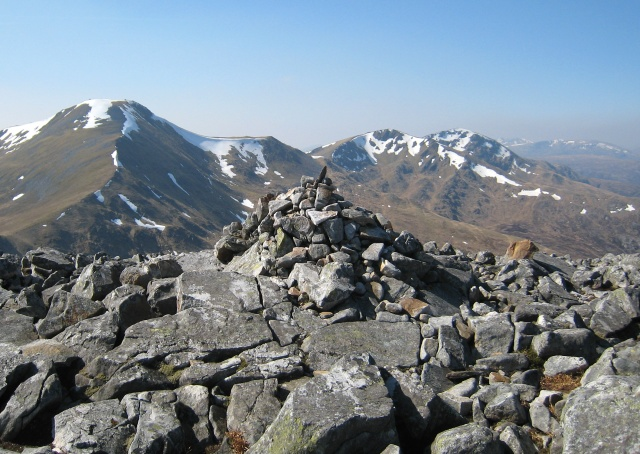
Der Gipfelcairn des Càrn nan Gobhar, im Hintergrund der Sgùrr a’ Choire Ghlais (links) und der Sgùrr Fhuar-thuill (rechts) mit seinem Nebengipfel Creag Ghorm a’ Bhealaich

Aufgrund der Lage weit abseits von Siedlungen und öffentlichen Straßen zählen die Munros im Strathfarrar Forest zu den am schwersten zugänglichen Munros. Erreichbar sind sie über eine private Fahrstraße im Glen Strathfarrar, auf der nur beschränkter öffentlicher Verkehr mit einer begrenzten Anzahl Pkw-Fahrten pro Tag erlaubt ist. Die meisten Munro-Bagger besteigen den Berg im Zuge einer Rundtour über alle vier Munros der Bergkette, beginnend mit dem Sgùrr na Ruaidhe im Osten oder dem 1.049 m (3.442 ft) hohen Sgùrr Fhuar-thuill im Westen. Mit seinen Nachbarn ist der Càrn nan Gobhar über hochgelegene Sättel verbunden, die in der Regel für eine Besteigung genutzt werden, die aber auch direkt aus dem Coire Mhuillidh erreichbar sind. Aus Richtung Norden kann der Càrn nan Gobhar ebenfalls bestiegen werden, allerdings sind hier noch deutlich längere Anmarschwege durch das Glen Orrin erforderlich.